# ATP Challenger de Escaldes-Engordany
O ATP Challenger de Escaldes-Engordany – ou Open International D'Andorra, na última edição – foi um torneio de tênis profissional masculino, de nível ATP Challenger.
Realizado em Escaldes-Engordany, no centro-sul de Andorra, estreou em 2001 e durou quatro edições. Os jogos eram disputados em quadras duras durante o mês de junho.

## Finais

### Simples
| Ano  | Campeão        | Vice-campeão    | Resultado |
| ---- | -------------- | --------------- | --------- |
| 2004 | Kevin Kim      | Gilles Müller   | 6–4, 6–0  |
| 2003 | Grégory Carraz | Wang Yeu-tzuoo  | 6–2, 6–3  |
| 2002 | Dick Norman    | Ivo Karlović    | 6–4, 6–4  |
| 2001 | Noam Okun      | Christian Vinck | 6–2, 6–4  |

### Duplas
| Ano  | Campeões                           | Vice-campeões                         | Resultado     |
| ---- | ---------------------------------- | ------------------------------------- | ------------- |
| 2004 | Gilles Müller Aisam-ul-Haq Qureshi | Santiago González Alejandro Hernández | 6–3, 7–5      |
| 2003 | Rik de Voest Tuomas Ketola         | Ricardo Mello Alexandre Simoni        | 6–4, 3–6, 6–4 |
| 2002 | Wesley Moodie Shaun Rudman         | Hermes Gamonal Ricardo Mello          | 6–2, 6–1      |
| 2001 | Denis Golovanov Tuomas Ketola      | Julian Alonso Jairo Velasco Jr.       | 6–3, 6–4      |